# NK 자브르치
NK 자브르치(슬로베니아어: Nogometni Klub Zavrč)는 자브르치를 연고로 하는 슬로베니아의 축구 클럽이다.